# Richard Cowl
Richard Samuel Cowl (* 27. September 1922 in Minneapolis, Minnesota; † 9. Mai 2011 in Casselberry, Florida), der auch als Dick Cowl bekannt war, war ein US-amerikanischer Schauspieler, der von 1953 bis 2007 aktiv war.

## Leben
Cowl war der Sohn von Geraldine Golden und Harry Harvey Cowl und wurde in Minneapolis im US-Bundesstaat Minnesota geboren. Er hatte einen jüngeren Bruder namens Jay Aubrey Cowl († 1993), einen Bruder namens Lawrence Lavonne, die Töchter Jill († 2005) und Gretchen sowie einen Sohn, Brian Scott. Nach seiner Schulzeit diente er während des Zweiten Weltkriegs, von 1942 bis 1945, als Captain in der United States Army.
Am 3. Februar 1950 heiratete er Stella Pearl Lowe in Kansas City, Missouri.
Er lebte mehrere Jahre in Kalifornien und arbeitete als Charakterdarsteller. Sein Debüt vor der Kamera hatte er 1953 in dem Film Der Legionär der Sahara. Ab Ende der 1950er-Jahre spielte er in zahlreichen Filmen und Fernsehfilmen. So hatte er Auftritte in Café Europa mit Elvis Presley, Piraten von Tortuga, Hitler, Against the Wall, Last Dance und im Jahr 2007 in Furnace – Flammen der Hölle, seine letzte Rolle vor der Kamera.
Er war auch in Gast- und Nebenrollen von Fernsehserien zu sehen, unter anderem in Im Wilden Westen, Die Addams Family, Rauchende Colts sowie der Miniserie Studs Lonigan. Er arbeitete auch als Sprecher und war in Werbespots zu sehen.
Nach seiner Karriere lebte Cowl in Hermitage und zuletzt bei seiner Familie in Florida. Er starb im Alter von 88 Jahren und fand auf dem Temple Cemetery in Nashville, Tennessee, seine letzte Ruhe.

## Filmografie (Auswahl)
- 1953: Der Legionär der Sahara
- 1959: Gefährliche Experimente (Fernsehserie)
- 1960: The Threat
- 1960: Young Jesse James
- 1960: Café Europa
- 1960: Wrangler (Fernsehserie)
- 1960: Im Wilden Westen (Fernsehserie)
- 1961: Piraten von Tortuga
- 1961: The Choppers
- 1962: Hitler
- 1965: Die Addams Family (Fernsehserie)
- 1965: Deadwood ’76
- 1965: Rauchende Colts (Fernsehserie)
- 1968: Jennie: Wife/Child
- 1976: Nashville Girl
- 1977: Nashville 99 (Fernsehserie)
- 1979: Studs Lonigan (Miniserie)
- 1986: Eine Frau geht ihren Weg (Fernsehfilm)
- 1994: Against the Wall (Fernsehfilm)
- 1996: Last Dance
- 2003: Stuey (High Roller: The Stu Ungar Story)
- 2007: Furnace – Flammen der Hölle